# Шон Крахан
Шон „Клоун“ Крахан (на английски: Shawn Crahan), (роден като Майкъл Шон Крахан на 24 септември 1969) е перкусионист в ню метъл групата Слипнот. Заедно с #3 Крис Фен (също перкусионист) помагат на #1 Джой Джордисън (барабанистът на групата), като се грижат за бекфона на звука. Според Слипнот той е първият член на групата, който си е сложил маска (Шон има стара маска на клоун). 
Освен Slipknot Шон има други 2 групи, а именно Dirty Little Rabbits, групата в която се запознава с Майкъл Пфаф (другият перкусионист на Slipknot) и "To My Surprise". И двете групи имат по един издаден албум.
Шон Крахан не е само музикант. Извън музикалните среди той се занимава с фотография, кинематография, режисиране, продуциране на музика и на филми и колекциониране на бейзболни карти.